# José Izquierdo (taekwondo)
José Izquierdo es un deportista español que compitió en taekwondo. Ganó una medalla de oro en el Campeonato Europeo de Taekwondo de 1976 en la categoría de +80 kg.

## Palmarés internacional
| Campeonato Europeo | Campeonato Europeo | Campeonato Europeo | Campeonato Europeo |
| Año                | Lugar              | Medalla            | Categoría          |
| ------------------ | ------------------ | ------------------ | ------------------ |
| 1976               | Barcelona (España) | Medalla de oro     | +80 kg             |